# Franciszek Ptak
Franciszek Ptak (ur. 30 sierpnia 1859 w Bieńczycach, zm. 29 lipca 1936 w Krakowie) – polski chłop, karczmarz, działacz ruchu ludowego, członek Polskiego Stronnictwa Ludowego, wydawca, poseł na galicyjski Sejm Krajowy (1908–1913).
Franciszek Ptak był właścicielem karczmy w Bieńczycach. Od lat 90. XIX wieku działał w ruchu ludowym. Był członkiem Stronnictwa Ludowego. Pełnił różne funkcje w lokalnych strukturach Stronnictwa Ludowego i wydawał czasopisma, które następnie rozprowadzał w swojej karczmie. Kilkakrotnie kandydował na posła do Sejmu Krajowego Galicji. W 1908 roku uzyskał mandat z gmin wiejskich powiatu krakowskiego. Jego porażka kilka lat wcześniej w wyborach do austriackiej Rady Państwa znalazła odbicie w jednym z dialogów Wesela Stanisława Wyspiańskiego (w pierwszym akcie, gdy Gospodarz pyta: Toście Ptaka wybierali?). Franciszek Ptak wraz z żoną Marcjanną był obecny na premierze Wesela w 1901 roku. Według Tadeusza Boya-Żeleńskiego Franciszek Ptak był w pewnym stopniu prototypem postaci Czepca z Wesela.
Był znany ze swojej charakterności, wielkiej postury i wystawności. Wincenty Witos wspominał, że był to „mężczyzna któremu z twarzy biła zarówno duma, zadowolenie, pewność siebie, jak i lekceważenie dla otoczenia”, oraz że był nielubiany przez innych chłopów z okolicy, którzy „nie mogli znieść panoszącego się dorobkiewicza”. Przyjaźnił się z artystami, m.in. Włodzimierzem Tetmajerem. Angażował się społecznie, współfinansował inwestycje w obiekty użyteczności publicznej, takie jak Dom „Sokoła” i szkoła w Bieńczycach czy krakowski Szpital Bonifratrów. Był zaangażowany w Towarzystwo Gimnastyczne „Sokół” w Bieńczycach. Od 1907 zasiadał w Radzie Naczelnej PSL. Po rozłamie stronnictwa był członkiem kolejno PSL – Lewica (1913–1924) i PSL „Piast” (1924–1931).

## Życiorys

### Wczesne lata

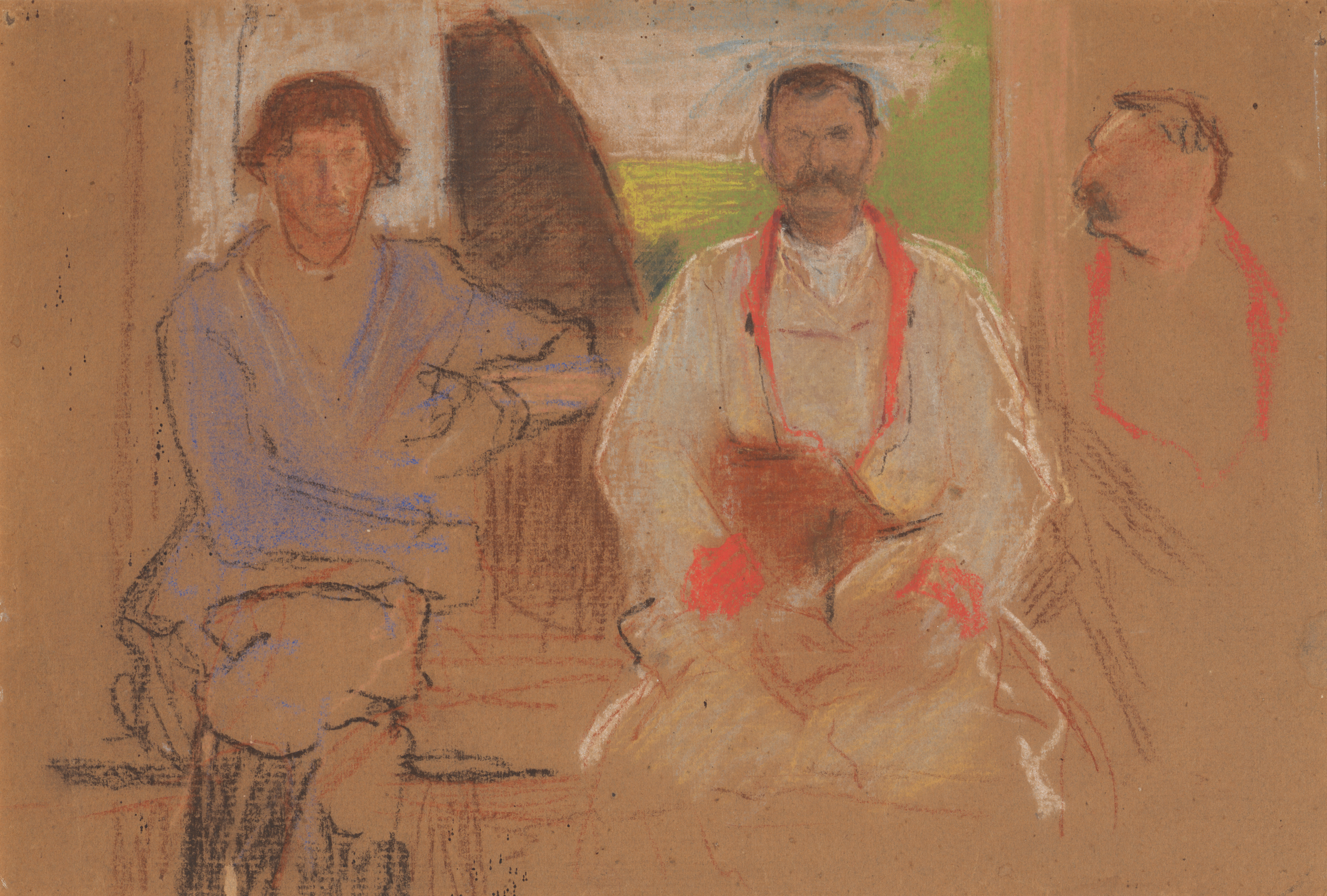
Błażej Czepiec i Franciszek Ptak w bronowickiej izbie, pastel Włodzimierza Tetmajera (ok. 1900) – Ptak siedzi w środku, Muzeum Historyczne Miasta Krakowa

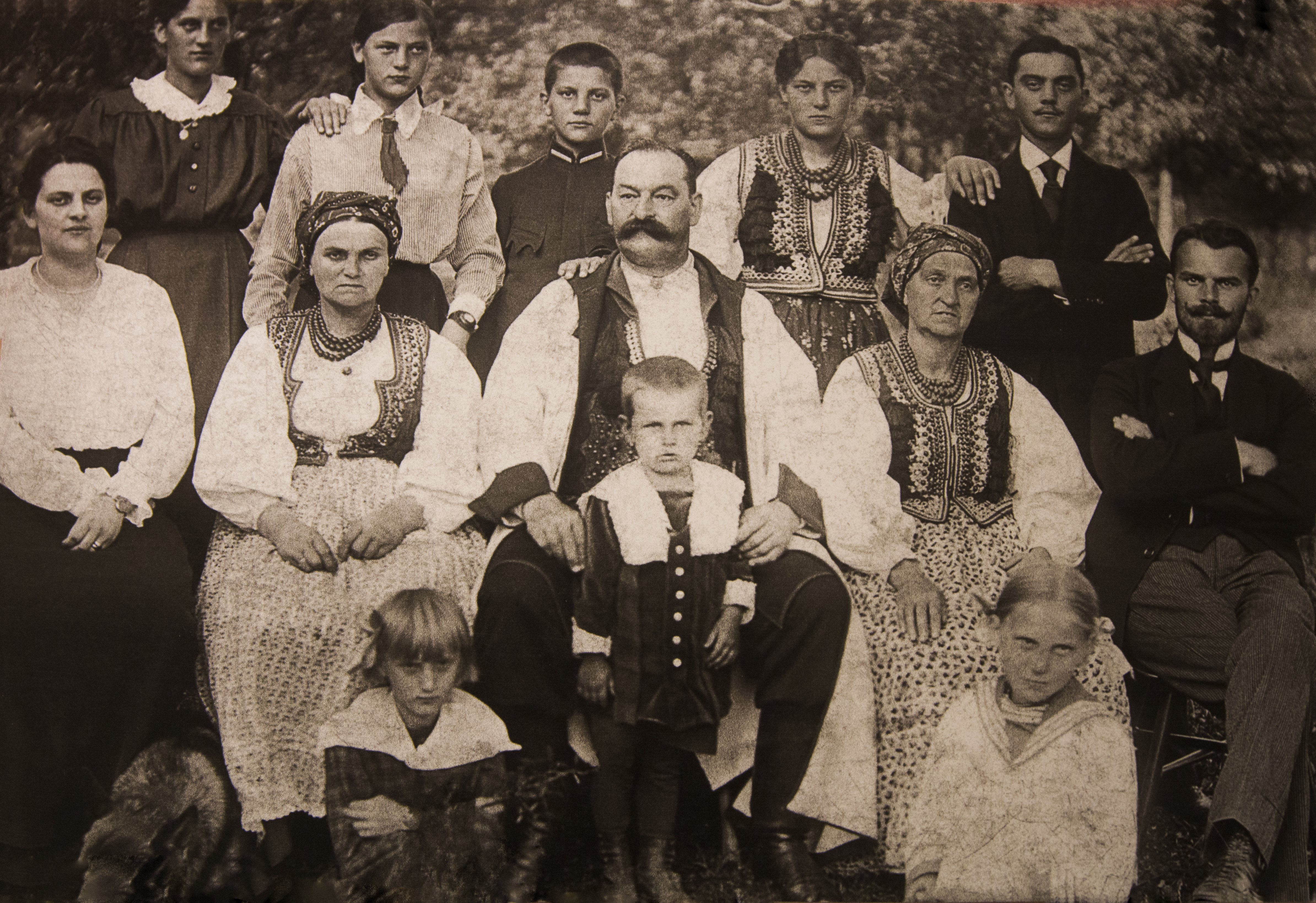
Franciszek Ptak z rodziną (1917)

Marcjanna Ptak, żona Franciszka, matka pięciu synów i siedmiu córek

Urodził się w rodzinie chłopskiej. Był synem Antoniego Ptaka (1830–1876), posiadacza ziemskiego, właściciela ok. pięciu morgów, i Salomei z Włodków (1826–1878). Ukończył szkołę ludową, był także samoukiem, wiele czytał. Gospodarował na swoich dwóch morgach. Okresowo był pracownikiem najemnym w młynie. Przez dziewięć lat był dzierżawcą myta.
W 1886 poślubił Marcjannę z domu Szafrańską (ur. 7 stycznia 1864, zm. 4 sierpnia 1947), z którą miał dwanaścioro dzieci: pięciu synów i siedem córek, w tym: Wojciecha (1888–1946), inżyniera, absolwenta Politechniki Lwowskiej, aktywnego w Krakowie i Bydgoszczy; Franciszkę (1890–1911); Stanisława (1896–1957); Wandę (1897–1914); Salomeę (1899–1918) i Władysława (1905–1989).

### Karczmarz – początek działalności w ruchu ludowym
Franciszek Ptak założył i prowadził karczmę w Bieńczycach. W karczmie zawsze dbał o obecność aktualnych wydań prasy ludowej, którą wykładał na stołach. Był współzałożycielem i redaktorem czasopism Wieniec i Pszczółka o problematyce wiejskiej. Jego gospodarstwo uchodziło za wzorowe w okręgu. Propagował najnowsze osiągnięcia w uprawie roli i hodowli.
Wincenty Witos w swoich wspomnieniach pisał o „karczmarzu z Bieńczyc”, zajmującym się polityką i prenumerującym gazety ludowe. Według Witosa inni chłopi wyrażali o Ptaku niezbyt pochlebne opinie, „nie mogąc znosić panoszącego się dorobkiewicza”. Witos opisał swoje pierwsze zetknięcie z Ptakiem, które miało miejsce w 1895 roku.

Gdy mnie przeniesiono z oddziałem do fortu we wsi Krzesławice, dowiedziałem się od chłopów, przyjeżdżających z kartoflami do koszar, że w sąsiedniej wsi Bieńczycach mieszka gospodarz i szynkarz Franciszek Ptak, który się trudni polityką i otrzymuje gazety ludowe. Wybrałem się też zaraz w najbliższą niedzielę, ażeby go poznać i gazetkę przeczytać. Wziąłem ze sobą Adama Żurowskiego, ażeby nam było śmielej. Już po drodze dowiedzieliśmy się od sąsiada p. Ptaka, który szedł do wsi, że Ptak jest wielkim bogaczem, ale też nie mniejszym spekulantem i zdziercą, że zarabia na panach i księżach grube pieniądze, za które kupuje majątki i pożycza na lichwę, że chłopi i robotnicy przepijają u niego ostatnie grosze, itp. rzeczy.
Powiedział też, że Ptak prócz karczmy, w której szynkuje, posiada wielki murowany dom, młyn parowy, kilkadziesiąt morgów gruntu, a mimo to jeszcze dzierżawi wszystkie myta w powiecie, zabiera dostawy wojskowe i powiatowe, nie dając nikomu lżej zarobić grosza. Gadatliwy i zazdrosny widać chłopina, opowiedział nam także, że obecny bogacz Ptak, aczkolwiek „z dziadowskiej” pochodzi rodziny, gorszy jest od niejednego hrabiego. Chłopów ma za nic, z panami się tylko wdaje, do Wiednia i do Lwowa na wystawy jeździ, swoje córki po świecie obwozi i wielkim panom je przedstawia. W końcu wyraził nadzieję, że ta Sodoma się skończy, a kara boża pewnie go nie minie. Aczkolwiek te wiadomości trochę mnie zniechęciły i uprzedziły, postanowiłem mimo to już iść do karczmy, tym więcej, że byliśmy od niej o jakie pięćdziesiąt kroków tylko.
Wszedłszy do bardzo dużej gospody, zastaliśmy tam tłum robotników popijających wódkę i piwo, palących fajki i papierosy, rozmawiających z sobą głośno. Przy osobnym stoliku siedział pan Ptak z kilkoma starszymi gospodarzami tylko. Przed nimi stały duże, jeszcze nie zapoczęte szklanki piwa. Umieściliśmy się w kącie, zabierając się do czytania gazetki „Przyjaciela Ludu”, która akurat leżała na stole przed nami, dobrze pomięta i poplamiona. Ażeby nas z gospody nie wyrzucono, zamówiliśmy sobie po małej szklance piwa.
W pewnym momencie pan Ptak się podniósł i przeszedł do innego stołu. Przypatrzyłem mu się bliżej. Był to mężczyzna wysoki, prosty, ładny, dobrej tuszy i postawy, doskonały model dla malarza, rzeźbiarza, czy nawet poety. Z twarzy biła mu zarówno duma, zadowolenie, pewność siebie, jak i lekceważenie dla otoczenia. Daremnie się dobijałem o rozmowę z nim, kelnera interweniującego odtrącił, a na mnie ani nie spojrzał. I nic dziwnego. Nie należałem ani do tych, co by mu imponowali majątkiem albo urzędem, ani też do tych, co by mu dali więcej zarobić. Innych on nie uznawał. Przypomniałem sobie paplaninę jego sąsiada i nie mogłem mu odmówić słuszności.
Choć z karczmy pana Ptaka wyszedłem trochę rozżalony, nie omieszkałem chodzić tam każdej niedzieli po południu, ażeby sobie gazetkę przeczytać i małą szklankę piwa wypić, asekurując się tym sposobem przed wyrzuceniem za drzwi. Do pana Ptaka już się nie próbowałem dobijać, on też się do mnie nie zwrócił, mając zawsze pilniejsze zajęcie.

Ptak związał się z ruchem chrześcijańsko–ludowym księdza Stanisława Stojałowskiego. W 1892 bez powodzenia kandydował w wyborach uzupełniających do galicyjskiego Sejmu Krajowego. W latach 1898–1902 wydawał ukazujący się w Krakowie tygodnik „Obrona Ludu”, organ stronnictwa Stojałowskiego.
Wraz z Witosem Ptak wspomagał budowę Szpitala Bonifratrów w Krakowie. Został wpisany na listę dobroczyńców Zakonu Bonifratrów. Kiedy później podczas choroby nie chciał przebywać w szpitalu, w związku z jego zasługami dla zakonu bracia zakonni opiekowali się nim w domu. Przyczynił się też walnie do budowy murowanej szkoły w Bieńczycach – pierwszej tego rodzaju w powiecie, oraz do budowy domu parafialnego w Raciborowicach, przy historycznym kościele św. Małgorzaty.
Ptak przyjaźnił się z artystami. Zażyłe stosunki łączyły go z Włodzimierzem Tetmajerem, zachowała się ich korespondencja. Tetmajer przedstawił Ptaka i Błażeja Czepca na jednym ze swoich pasteli. Ptak udostępnił z kolei swój stary dom malarzowi Józefowi Krasnowolskiemu, gdy ten wraz z rodziną znalazł się w trudnej sytuacji materialnej. W domu Ptaka, oprócz Tetmajera i Krasnowolskiego, bywali Stanisław Wyspiański, Lucjan Rydel, Henryk Uziembło i Wojciech Kossak.

### Epizod zWeselem
W grudniu 1900 Ptak kandydował bez powodzenia do austriackiej Rady Państwa. Nawiązanie do tego wydarzenia znalazło się w jednym z dialogów Wesela Stanisława Wyspiańskiego. Według Tadeusza Boya-Żeleńskiego postać Czepca stworzona przez Wyspiańskiego była wzorowana głównie na bronowickim chłopie Błażeju Czepcu, ale autor Wesela rzeczywiście skomasował w stworzonym przez siebie bohaterze cechy Błażeja Czepca i Franciszka Ptaka.

Wyspiański, sportretowawszy go [Czepca] w paru autentycznych sytuacjach owego weseliska, wzmocnił jeszcze jego fizjognomię niektórymi rysami wziętymi z innego znów podkrakowskiego włościanina, Ptaka.
Ptak, jeszcze roślejszy od Czepca, chłop olbrzymiej siły, popularny w powiecie, wspaniały w swej białej sukmanie, figurant na wszystkich „szopkach narodowych” (...) też nie dał sobie w kaszę dmuchać; kiedy mu jakiś inteligent próbował nastąpić na honor, Ptak powiedział tylko: „Uważajcie, panie, bo jo jest z tych Ptaków, co w mordę biją”.

Wyspiański zaprosił na premierę Wesela w Teatrze Miejskim Ptaków, przy czym szczególnie zależało mu na opinii małżonki Franciszka Ptaka – Marcjanny z Szafrańskich, którą „cenił za praktyczny chłopski rozum”. Lucyna Kotarbińska pisała:

Wyspiański chciał koniecznie sprawdzić, jakież wrażenie zrobi Wesele na włościance, która ze światem naszym artystycznym i literackim nie ma bliższego zetknięcia.
Uradziliśmy, że stosując się do Jego życzenia, zaprosimy włościanina z Toni, pod Krakowem, Ptaka – z żoną. Ptak był to mądry chłop. Poseł. Redaktor pisma. Do dekoracji podczas uroczystości jedyny. Żyda wprawdzie z karczmy na wsi usunął, ale sam karczmę objął, a żona dobrze handlowała przy szynkwasie. Poza tem była jeszcze bardzo surowa.
Jedziemy tedy do nich, w niedzielę po południu, z siostrą naszą, bawiącą u nas, Teofilą Kotarbińską, i Włodzimierzem Tetmajerem. Gospodarz przyjął nas, jak Piast. W białej sukmanie z bochnem chleba, stawiając dzban miodu, który tak nam smakował, że zapomnieliśmy o godzinie. A tu przedstawienie i musimy zdążyć na ten pociąg, którego właśnie słyszymy gwizdanie. Wypadamy, jak z procy, lecimy wszyscy, jak na skrzydłach, kłusem, przez zagony, przez pola, z takiem machaniem rękoma, chustkami i krzykiem, że pociąg wśród szczerego pola staje i zabiera nas ze sobą do Krakowa.
Otóż właśnie wtedy zaprosiliśmy pp. Ptaków do loży, w której pani Ptakowa była głównym przedmiotem naszej obserwacji. Zachowywała się dość obojętnie względem całości. Na jedno tylko zareagowała, mianowicie, kiedy, na długą epistołę poety, Czepiec mówi: „Weź pan sobie zonę z prosta: duzo scęścia, małe kosta”.
– Ze tam, jak kto bierze „zonę zprosta”, kosty są mniejsze, to je prawda, ale zeby ta scęścia było wiela – to nie wierzę, – zadecydowała pani Ptakowa.

### Poseł na Sejm Krajowy

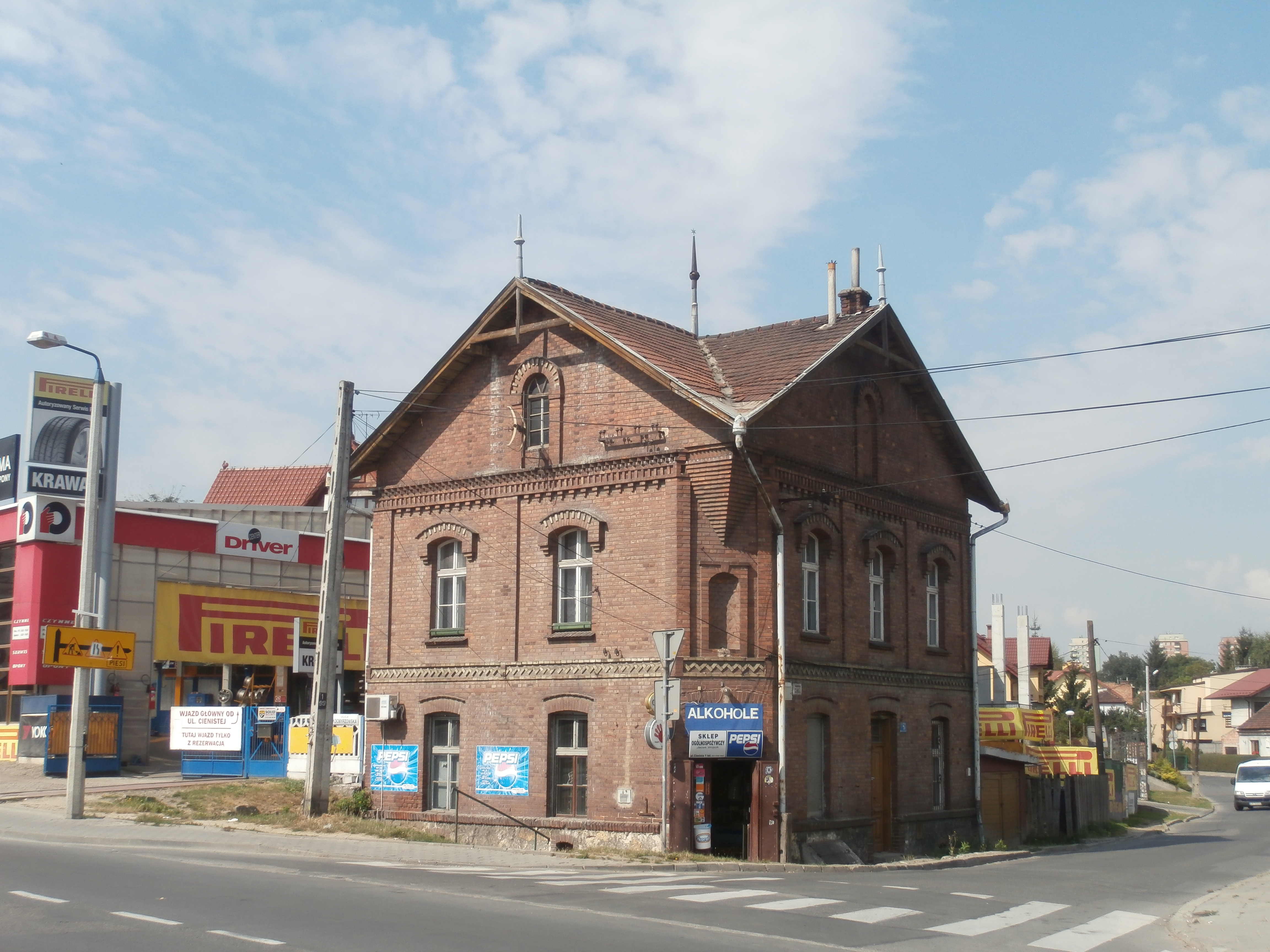
Dom „Sokoła” w Bieńczycach wybudowany na parceli przekazanej przez Franciszka Ptaka, stan obecny

Ptak współpracował z Janem Stapińskim, współorganizatorem galicyjskiego Stronnictwa Ludowego (SL). W latach 1897–1909 był członkiem Rady Powiatowej SL (PSL) w Krakowie z grupy gmin wiejskich i zastępcą członka Wydziału Powiatowego w Krakowie, a od 1904 – członkiem tegoż Wydziału. Od 1904 do 1910 był członkiem Rady Szkolnej Okręgowej w Krakowie z ramienia Rady Powiatowej PSL. 20 stycznia 1907 został wybrany na członka Rady Naczelnej Polskiego Stronnictwa Ludowego (PSL). W wyborach do Rady Państwa w maju 1907 zrezygnował z kandydatury na rzecz Franciszka Wójcika.
W 1909 założył oddział Polskiego Towarzystwa Gimnastycznego „Sokół” w Bieńczycach. Dom „Sokoła” został wybudowany ze składek mieszkańców Bieńczyc na parceli ofiarowanej przez Ptaka, pod jego kierownictwem i z jego znacznym udziałem finansowym.
W wyborach do galicyjskiego Sejmu Krajowego w dniu 25 lutego 1908 Ptak został wybrany na posła z gmin wiejskich powiatu krakowskiego. W Sejmie był członkiem komisji petycyjnej i komisji gminnej, później (od 1910) również członkiem komisji drożyźnianej. Działał również jako rewident sejmowy. Przemawiał m.in. w sprawie zniesienia myt krajowych (1 października 1908) i założenia szkoły gospodyń wiejskich w powiecie krakowskim (14 października 1909). Wystąpił wraz z innymi posłami z wnioskiem nagłym w sprawie zapobieżenia głodowi grożącemu ludności w całym kraju (19 marca 1913).
W 1908 wraz z Władysławem Bogackim był organizatorem „wesela krakowskiego”, które defilowało przed cesarzem Franciszkiem Józefem I w Wiedniu w sześćdziesiątą rocznicę jego wstąpienia na tron. Jedna z córek Ptaka, Zofia, wraz z artystą malarzem Henrykiem Uziembłą tworzyli „parę młodych”, a malarz Wojciech Kossak był starostą. „Wesele” to wywołało wówczas w Wiedniu entuzjazm i odbiło się szerokim echem po całym kraju, wywołując również falę krytyk, m.in. i pod adresem Ptaka, jako krakowskiego „paradebauera” (Stanisław Szczepański).
8 marca 1908 został ponownie wybrany na członka Rady Nadzorczej PSL. W latach 1913–1914 był członkiem Rady Nadzorczej Krajowej Centralnej Kasy dla Spółek Rolniczych we Lwowie.

### Działalność w PSL – Lewica
W wyborach do galicyjskiego Sejmu Krajowego 30 czerwca 1913 nie uzyskał reelekcji. W jego miejsce mandat otrzymał Józef Serczyk, również ludowiec. Franciszek Ptak figurował jako członek Rady Naczelnej PSL w czasie jej zebrania w Tarnowie 13 grudnia 1913. Na tym zebraniu doszło do rozłamu na PSL – Lewica, które skupiło zwolenników Stapińskiego; i PSL „Piast”, któremu przewodzili Jakub Bojko i Wincenty Witos. Franciszek Ptak znalazł się w PSL – Lewica, w którym na Kongresie w dniu 5 kwietnia 1914 został wybrany na członka Rady Naczelnej. W dniu 28 czerwca 1914 zwrócił się wraz z Franciszkiem Wójcikiem z odezwą do chłopów o finansowe popieranie PSL – Lewica.
W czasie I wojny światowej (1914–1918) Ptak nie służył w wojsku i pozostawał w domu. Podczas krótkotrwałego zjednoczenia PSL „Piast” z PSL – Lewica, dokonanego na zjeździe w Tarnowie 1 grudnia 1918, został obrany członkiem Zarządu Głównego PSL.
Witos przytoczył krótką rozmowę, jaką odbył z Ptakiem wiosną 1917 roku, po zgłoszeniu w Radzie Państwa w Wiedniu przez Włodzimierza Tetmajera rezolucji stwierdzającej, że jedynym dążeniem narodu polskiego jest odzyskanie niepodległej zjednoczonej Polski z dostępem do morza.

Wieczorem chłopi krakowscy podejmowali posła Tetmajera dumni z tego, co się stało, zadowoleni ze swego wybrańca. Widziałem między nimi Franciszka Ptaka (...) i jeszcze kilku innych. Mimo woli przypomniały mi się wszystkie galówki i uroczystości, w których oni udział brali, występując tak samo świątecznie i tak samo mając uradowane twarze. Różnica była duża w tym, że tam ich suto podejmowano za cesarskie pieniądze, a tu oni byli gospodarzami. Słowem, ówcześni chłopi krakowscy nie byli najlepsi. Nic jednak dziwnego, gdyż ich stale demoralizowano, używając do ozdoby i różnych dekoracyjnych występów. Nie czuli się wtenczas mocno, bo gdy ktoś przyniósł wiadomość, że policja ma aresztować uczestników manifestacji, zaraz sobie przypomnieli różne pilne interesy i zaczęli pojedynczo wychodzić. (...)
Franciszek Ptak, który przez cały czas był bardzo czupurny, zbliżył się do mnie i zapytał:

– Co ty, Wicek, myślisz, czy jak ta Polska powstanie, to będzie chłopom choć odrobinę lepiej, bo ja myślę, że przyjdą szlacheckie rządy i nowa pańszczyzna.

– Skąd ci takie myśli znowu do głowy przychodzą? – zapytałem.

– Ja znam naszych panów – odrzekł – oni nauczeni żyć cudzą pracą i hulać, a teraz będą jeszcze gorsi, bo mają mniej, a chcieliby używać bez końca.

Witos opisał też inny epizod mający miejsce po odzyskaniu niepodległości przez Polskę.

W pierwszych miesiącach po powstaniu państwa polskiego, jakiś oddział wojskowy zarekwirował mu kilka cetnarów owsa.
Ptak się tak przeciw temu bronił, że musiano owies zabrać przemocą. To go znowu tak rozsierdziło a równocześnie wyprowadziło z równowagi, że nie tylko obsypał żołnierzy obelgami na miejscu, ale publicznie.

W 1920 roku Ptak, oburzony koniecznością płacenia kar za nieposyłanie dzieci do szkoły, zorganizował wraz z Franciszkiem Wójcikiem zebranie dla około czterdziestu osób i miał przekonywać zgromadzonych rodziców, by nie regulowali grzywien nałożonych przez Radę Szkolną Okręgową. Zarząd szkoły w Krzesławicach oskarżył Ptaka o anarchizm. Ptak nie przyznał się do winy, odparł zarzuty, stwierdzając że „nie ogłaszał, by dzieci do szkoły nie posyłać i grzywien nie płacić”. Sprawa została umorzona.

### W PSL „Piast” – ostatnie lata
W 1924 opuścił szeregi PSL – Lewica i przeszedł do PSL „Piast”. Założył Kasę Stefczyka w Bieńczycach, obsługującą kilkanaście okolicznych wsi, i był jej długoletnim prezesem. W 1932 witał z banderią krakusów Wincentego Witosa jadącego do Pleszowa.

Pan Franciszek Ptak należał do ludzi, których szczęście nie chce i nie może opuścić. Sam jego wzrost, uroda, postawa były wprost nieocenionym darem bożym, którego on też wcale nie marnował. Nie znałem jego pochodzenia ani się też nigdy nie starałem o tym dowiedzieć. Rodowici zaś kmiecie krakowscy, którzy go znali bliżej, uważali, że im nie dorósł pod tym względem do pięt, i nieraz złośliwie opowiadali, że to Wyspiański jego miał na myśli, kiedy pisał o ptakach, orłach i g... Może to jednak robili z zawiści, nie mogąc znosić panoszącego się dorobkiewicza. On zaś, zdobywszy poważny majątek, rzucił się do polityki z rozmachem i właściwym mu tupetem, choć nie dużo posiadał do tego odpowiedniego talentu. W przeciągu lat niewielu przeszedł też niemal wszystkie partie i starał się być ich gorliwym wyznawcą. Nie chcąc nigdy płynąć przeciw wodzie, zabłąkał się nawet do socjalistów, motywując zmianę poglądów tym, „że teraz cały świat idzie na lewo”. (...)
Mimo wszystko, co zaszło, widać nie stracił do mnie sentymentu, bo gdy w r. 1932 jechałem na zgromadzenie do Pleszowa przez jego wieś, nie tylko wraz z innymi przygotował wspaniałą banderię, ale witając mnie bardzo serdecznie imieniem chłopów krakowskich, nie omieszkał wspomnieć, że czyni to na miejscu, gdzie odpoczywał Kościuszko, kiedy szedł pod Racławice i wyraził pewność, że mi będzie dane dokończenie dzieła rozpoczętego przez Kościuszkę i zapewnienie wolności nie tylko Polsce, ale i chłopom, którzy jej dotąd nie posiadają. Widziałem, że mówił szczerze i mocno, gdyż policjant zaniepokojony notował całe jego przemówienie.

Zmarł 29 lipca 1936 w Krakowie w szpitalu OO. Bonifratrów po długiej chorobie. Został pochowany na cmentarzu w Raciborowicach trzy dni później, 1 sierpnia.
Zachowało się po nim kilka pamiątek, między innymi szeroki skórzany pas, bogato zdobiony i nabijany mosiężnymi ćwiekami.

## Rodzina

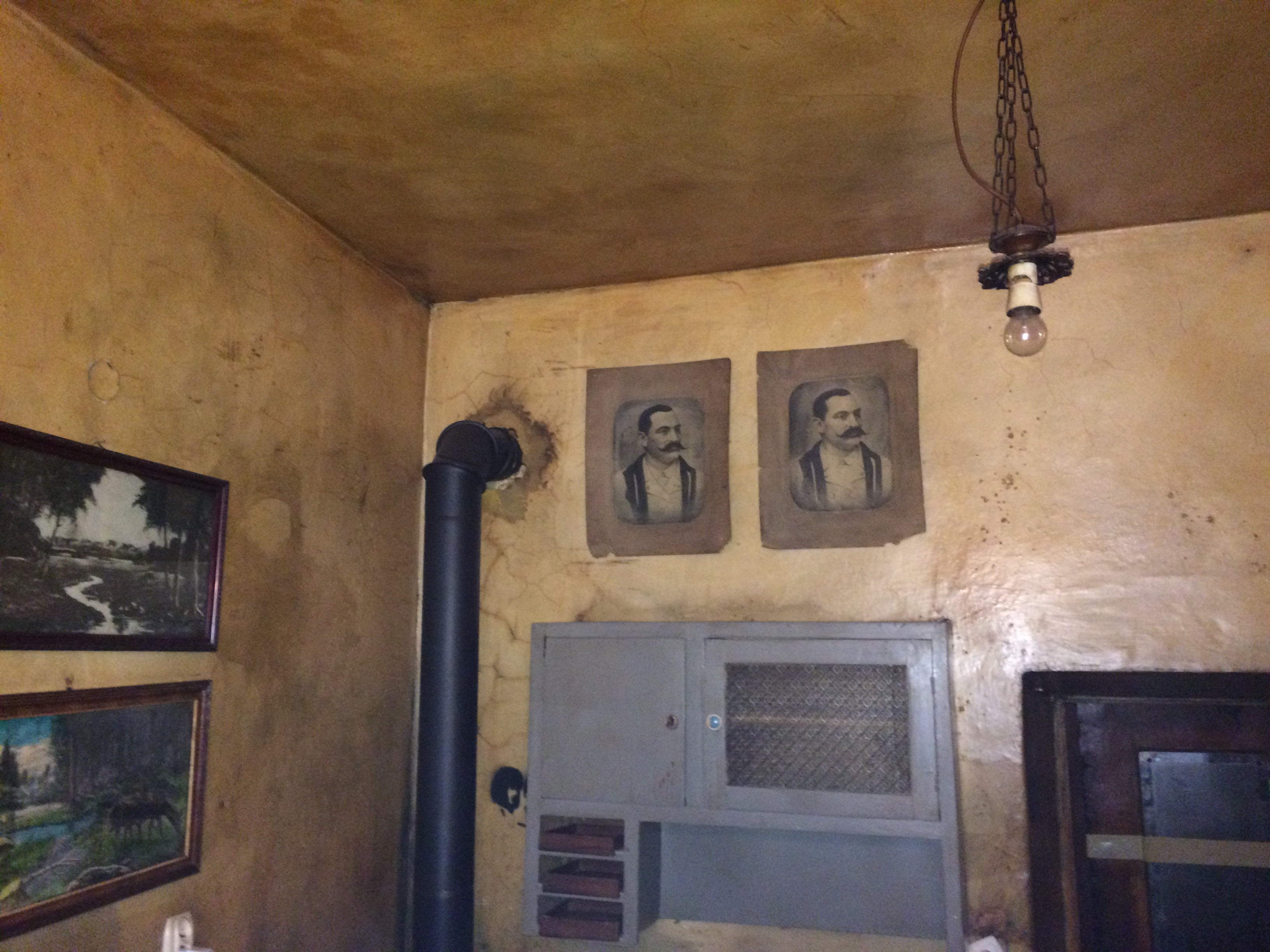
Wizerunek Ptaka na ścianie jednej z sal klubu Eszeweria na krakowskim Kazimierzu

Wśród jego wnuków byli m.in. immunolog Włodzimierz Ptak i chemik Wiesław Ptak.

## Upamiętnienie i odniesienia w kulturze
Jego imieniem została nazwana jedna z ulic w Krakowie, w dzielnicy Bieńczyce.
Naturalnej wielkości portrety Franciszka i Marcjanny Ptaków pędzla Józefa Krasnowolskiego zostały przez syna Władysława Ptaka przekazane w depozyt do Izby Regionalnej Ośrodka Kultury ówczesnego Kombinatu Huty im. Lenina w 1973 roku. Obecnie stanowią własność Ośrodka Kultury im. Cypriana Kamila Norwida w Krakowie.
Stary wydruk przedstawiający wizerunek Ptaka jest częścią dekoracji ściennej kawiarni Eszeweria, która znajduje się w Krakowie na Kazimierzu przy ulicy Józefa.